# Hari Shivdasani
Hari Shivdasani (en hindi, devanagari : हरि शिवदासानी, en sindhi : هري اهميد), né en 1909 à Karachi, Inde britannique et mort en 1994 à Bombay, Inde, est un  acteur indien qui a tourné dans plus de 70 films.

## Biographie
Hari Shivdasani est Sindhi hindu[pas clair].
Il est le père de l'actrice Babita et le grand-père des actrices Karishma Kapoor et Kareena Kapoor.

## Filmographie
- 1935 : Dharma Ki Devi
- 1935 : Bharat Ki Beti
- 1936 : Prem Ratri
- 1936 : Sangdil Samaj
- 1936 : Sher Ka Panja
- 1940 : Hindustan Hamara - Chunilal
- 1940 : Main Hari
- 1942 : Kisise Na Kehna
- 1944 : Panchhi
- 1952 : Baghdad
- 1954 : Badshah
- 1955 : Marine Drive - Sunderlal Khanna
- 1955 : Shree 420
- 1957 : Ab Dilli Dur Nahin - Public Prosecutor
- 1958 : 12 O'Clock - Bali's mamaji (as Hari Sivdasani)
- 1959 : Bhai-Bahen (Blackmailer)
- 1959 : Black Cat - Commissaire de Police (non crédité)
- 1959 : Chhoti Bahen - Ramesh's dad (comme Hari Sivadasani)
- 1959 : Kal Hamara Hai (as H. Shivdasani)
- 1960 : Dil Bhi Tera Hum Bhi Tere - Le père de  Memsaab
- 1960 : Hum Hindustani - Diwan
- 1960 : Love in Simla - Announcer
- 1960 : Parakh  de Bimal Roy : le principal de l'école
- 1961 : Anuradha - Brijeshwar Prasad Roy
- 1961 : Mem-Didi - le père de Dilip
- 1961 : Mr. India - Rai Bahadur Himmatchand
- 1962 : Asli-Naqli
- 1963 : Dil Hi To Hai - Nawab Jallaudin
- 1963 : Yeh Rastey Hain Pyar Ke -  Rai Bahadur Gyanchand Sahni
- 1964 : Ishaara - Madan Rais
- 1964 : Rajkumar
- 1964 : Sangam - Capitaine
- 1964 : Ganga Ki Lahren - Seth. Laxmi Das
- 1965 : Arzoo - Major Kapoor
- 1965 : Bheegi Raat - Colonel Bhim Singh
- 1965 : Neela Aakash
- 1965 : Waqt - Lala Hardiyal Rai - Kedarnath's friend
- 1966 : Dus Lakh - Corrupt building contractor
- 1967 : Hamraaz - Général
- 1968 : Aula - Major Gupta
- 1968 : Haseena Maan Jayegi -  Barrister. Randhir (Raakesh's Father)
- 1968 : Jhuk Gaya Aasman -  B.K.
- 1969 : Anjaana - L'Avocat
- 1969 : Doli - Le directeur du collège
- 1969 : Ek Shriman Ek Shrimati - Doctor
- 1969 : Kismat -  Roma's Dad
- 1969 : Talash - Babulal (Lachchu's Father)
- 1969 : Tumse Achha Kaun Hai - Announcer
- 1970 : Kab? Kyoon ? Aur Kahan ? - Police Super intendant Gupta
- 1970 : Pehchan  - Ashram Manager(non crédité)
- 1972 : Ek Hasina Do Diwane
- 1972 : Jeet (non crédité)
- 1973 : Daag: A Poem of Love - Jagdish Kapoor
- 1973 : Sone Ke Haath
- 1974 : Ajnabee - Diwan Sardarilal
- 1974 : Insaaniyat - Poonamchand
- 1975 : Khel Khel Mein - Vikram's Father
- 1975 : Sanyasi - L'avocat de la famille
- 1975 : Zameer  - Hari Shivdasani (Auction winner)
- 1976 : Bhanwar - Real Bridegroom's father
- 1976 : Khalifa - Shyamsunder Aswani
- 1977 : Chacha Bhatija' - Le père de Pinky (non crédité)
- 1977 : Khel Khilari Ka : I.G.P.
- 1978 : Satyam Shivam Sundaram : Love Sublime - Chef ingénieur
- 1978 : Vishwanath : Raj Kishan Mehta
- 1979 : Jhoota Kahin Ka - Faujiram
- 1979 : Raadha Aur Seeta - Le patron de Dholuram
- 1980 : Khwab - Le juge
- 1981 : Biwi O Biwi - Colonel Hari Singh
- 1981 : Harjaee - Mr. Chopra
- 1981 : Laawaris -  Sethji
- 1981 : Professor Pyarelal - Rai's creditor
- 1982 : Sun Sajna - Owner of Hotel Tin Min
- 1982 : Yeh Vaada Raha -  Mr. Pannalal Saxena
- 1983 : Achha Bura - Lala
- 1983 : Sun Meri Laila  - Mr. Shivdasani (Ad Film Producer)
- 1987 : Dadagiri